# Corey Parker
Corey Parker Haas, meglio conosciuto come Corey Parker, (New York, 8 luglio 1965) è un attore statunitense.

## Biografia
Parker è nato a New York ed ha vissuto a Woodstock, New York per nove anni. Diplomatosi presso la High School of Performing Arts, ha continuato a studiare con Sandra Seacat, Uta Hagen, Herbert Berghof, Susan Batson e Ivana Chubbuck ed è diventato membro di lunga data sia dell'Actors Studio che dell'Ensemble Studio Theatre.
Parker è apparso in diversi film come Frenesie... militari, 9 settimane e ½, Il dubbio degli dei, Calda emozione, Venerdì 13: il terrore continua e Commissione d'esame. È apparso anche in alcune serie televisive come In famiglia e con gli amici, Broadway Bound, Eddie Dodd, Blue Skies, Love Boat ed Encino Woman ed ha recitato insieme a Téa Leoni nella sitcom della Fox Flying Blind. In seguito ha interpretato un ruolo ricorrente nella sitcom Will & Grace. 
Ha recitato in diversi film televisivi tra cui The Lost Language of Cranes per la BBC, Mr. and Mrs. Loving, Madre coraggio con Sophia Loren, Domani senza te con Linda Hamilton e Liz, la diva dagli occhi viola. Parker è anche un insegnante di recitazione che ha lavorato con Sean Combs, Scoot McNairy, Gabriel Mann, Naomi Campbell e Tyrese. Vive a Memphis, nel Tennessee.

### Vita privata
Nell'aprile 1989 Corey Parker si è sposato con l'attrice Linda Kerridge, dalla quale ha avuto un figlio. La coppia ha divorziato nel 1992.
L'8 luglio 1995 si è sposato con Angela Denise Douglas, dalla quale ha avuto un figlio, Baker.

## Filmografia

### Attore

#### Cinema
- La casa in Hell Street (Scream for Help), regia di Michael Winner (1984)
- Venerdì 13: il terrore continua (Friday the 13th Part V: A New Beginning), regia di Danny Steinmann (1985)
- 9 settimane e ½ (9½ Weeks), regia di Adrian Lyne (1986)
- Il dubbio degli dei (Willy/Milly), regia di Paul Schneider (1986)
- Frenesie... militari (Biloxi Blues), regia di Mike Nichols (1988)
- Ragazze, il mostro è innamorato (Big Man on Campus), regia di Jeremy Kagan (1989)
- Commissione d'esame (How I Got Into College), regia di Savage Steve Holland (1989)
- Calda emozione (White Palace), regia di Luis Mandoki (1990)
- The Lost Language of Cranes, regia di Nigel Finch (1991)
- Fool's Paradise, regia di Richard Zakka (1997)
- The End of the Bar, regia di Randy T. Dinzler (2002)
- One Came Home, regia di William Bearden (2010)
- Woman's Picture, regia di Brian Pera (2011)
- Tupelove, regia di John Michael McCarthy – cortometraggio (2012)
- The Bureau of Short-Term Affairs, regia di Bryan Artiles – cortometraggio (2013)
- Being Awesome, regia di Allen C. Gardner (2014)
- Death$ in a $mall Town, regia di Mark Jones – cortometraggio (2016)

#### Televisione
- Così gira il mondo (As the World Turns) – serial TV, 1 puntata (1983)
- ABC Afterschool Specials – serie TV, episodi 12x02-14x03-15x03 (1983-1986)
- Still the Beaver – serie TV, episodio 1x09 (1985)
- The Best Times – serie TV, episodio 1x06 (1985)
- Madre coraggio (Courage), regia di Jeremy Kagan – film TV (1986)
- At Mother's Request – miniserie TV (1987)
- The Bronx Zoo – serie TV, episodio 1x07 (1987)
- CBS Summer Playhouse – serie TV, episodio 1x19 (1987)
- In famiglia e con gli amici (Thirtysomething) – serie TV, 6 episodi (1989-1991)
- Vestito che uccide (I'm Dangerous Tonight), regia di Tobe Hooper – film TV (1990)
- Eddie Dodd – serie TV, 6 episodi (1991)
- Big Deals, regia di Robert Berlinger – film TV (1991)
- Broadway Bound, regia di Paul Bogart – film TV (1992)
- Flying Blind – serie TV, 22 episodi (1992-1993)
- Blue Skies – serie TV, 8 episodi (1994)
- Grandpa's Funeral, regia di Patricia Resnick – cortometraggio TV (1994)
- Liz, la diva dagli occhi viola (Liz: The Elizabeth Taylor Story) – miniserie TV (1995)
- Domani senza te (A Mother's Prayer), regia di Larry Elikann – film TV (1995)
- Mr. and Mrs. Loving, regia di Richard Friedenberg – film TV (1996)
- Encino Woman, regia di Shawn Schepps – film TV (1996)
- Il tocco di un angelo (Touched by an Angel) – serie TV, episodio 3x05 (1996)
- Breast Men, regia di Lawrence O'Neil – film TV (1997) (non accreditato)
- Love Boat - The Next Wave – serie TV, 25 episodi (1998-1999)
- Will & Grace – serie TV, 5 episodi (2000)
- Nashville – serie TV, episodio 2x21 (2014)
- Sun Records – serie TV, episodio 1x07 (2016)

### Doppiatore
- Duckman (Duckman: Private Dick/Family Man) – serie TV animata , episodio 1x13 (1994)

## Doppiatori italiani
- Mauro Gravina in Calda emozione, Will & Grace
- Francesco Pannofino in Venerdì 13: il terrore continua
- Mino Caprio in Love Boat - The Next Wave[2]